# Saint-Julien-Puy-Lavèze
Saint-Julien-Puy-Lavèze é uma comuna francesa na região administrativa de Auvérnia-Ródano-Alpes, no departamento Puy-de-Dôme. Estende-se por uma área de 28,5 km². Em 2010 a comuna tinha 367 habitantes (densidade: 12,9 hab./km²).